# Pimachiowin Aki
Pimachiowin Aki (ojibwe: ᐱᒪᒋᐅᐃᐧᓂ ᐊᑭ, Landet der giver liv) er et canadisk naturområde, der ligger i et område i Manitoba og Ontario. Der er tale om et nåleskovspræget område på cirka 43.000 km² (større end omkring 100 lande i verden), hvori en række oprindelig folkeslag hører hjemme. Der er tale om Poplar River First Nation, Little Grand Rapids First Nation, Pauingassi First Nation, Pikangikum First Nation og Bloodvein First Nation.
En stor del af området på 29.040 km² med en bufferzone på 35.920 km² blev i 2018 udpeget som UNESCO-verdensarvsområde.

## Geografi
Pimachiowin Aki ligger på østsiden af Lake Winnipeg, og området omfatter blandt andet Atikaki Provincial Wilderness Park i Manitoba og Woodland Caribou Provincial Park i Ontario. Det er et område præget af store urørte nåleskove samt mange større og mindre søer og floder.

## Historie
Oprindelige folk har beboet området i årtusinder, hvilket understøttes af anishinaabe-folkenes traditioner samt arkæologiske fund af artefakter som jagt- og madlavningsredskaber. I 1700-tallet kom europæerne til området, hvor de handlede med dyreskind og efterhånden påvirkede de oprindelige folks kultur i større og større grad. Fra 1870'erne og omkring hundrede år frem blev børnene af de europæiske myndigheder sendt på kostskoler, hvorved de blev påvirket af den europæiske kultur, og de oprindelige folks egen kultur blev trængt tilbage.
I de senere år er disse kulturer blevet anerkendt, og stammerne arbejder på at bevare deres traditioner og levevis. De fem stammer, der bebor området, arbejdede for at få denne del til at være centralt i ansøgningen om at blive verdensarvsområde. Mens ansøgningen var under behandling, kom der et forslag om at anlægge en korridor til etablering af en hydroelektrisk højspændingsforbindelse fra det nordlige Manitoba til byerne i syd; forsøget på at løse dette problem fik Pikangikum-stammen til at trække sig ud, og derfor er det kun en del af det samlede område, der udgør UNESCO-verdensarven.